# Wiener AC
El Wiener AC, conocido también como WAC, es club polideportivo de Viena en Austria que tiene secciones de fútbol, tenis, voleibol de playa, natación, baloncesto y hockey sobre hielo, la que es su sección más exitosa en ambas ramas (varonil y femenil).

## Historia
Fue fundado el 14 de octubre de 1897 en la capital Viena, y en el año 1904 ganaró su primer título importante de la sección de fútbol.

## Sección de fútbol
En 1910 varios jugadores se fueron y formaron al Wiener AF, el cual quedó campeón y el WAC terminó 4.º. Ganó su primera liga de Austria en 1915 en un formato de torneo a una vuelta entre los 10 participantes; y el Wiener AF terminó subcampeón.
Lograron ganar su primer título de copa en la temporada 1930/31, y gracias a ello clasificaron a su primer torneo internacional: la Copa Mitropa, en la que alcanzaron la final ante otro equipo austriaco, el First Vienna FC, perdiendo ambos juegos. Entre 1942 a 1945 permanecieron en la Gauliga Ostmark (I).
Tras descender de la máxima categoría en Austria en 1965, decidieron unirse al FK Austria Wien, pasándose a llamar FK Austria/WAC Wien hasta que el Austria decidió regresar a su nombre anterior. Han jugado en la máxima categoría de Austria en 38 temporadas.
En 1983 la organización decidió reactivar a su sección de fútbol, la cual se retiró en el año 2002 debido a su patrocinador, cambiando de nombre por el de FK Rad Friendly Systems, y más tarde por el de FC Fireball United.
La sección de fútbol todavía existe, pero no participa en competiciones oficiales.

#### Palmarés
- Campeonato de Austria de fútbol: 1

1915
- Copa de Austria de fútbol: 2

1931, 1959
- Challenge-Cup: 3[2]

1901, 1903, 1904
- Wiener Tagblatt-Pokal: 3[3]

1900, 1901, 1902

#### Jugadores destacados
- Rudi Hiden.
- Max Leuthe.
- Ernst Kaltenbrunner.

#### Goleadores Históricos
- Johann Studnicka (goleador en la temporada 1913 con 13 goles).
- Johann Neumann (goleador en la temporada 1913 con 13 goles y en 1914 con 25 goles).
- Leopold Deutsch (goleador en 1915 con 12 goles).
- Friedrich "Fritz" Cejka (goleador en la temporada 1960 con 28 goles).
- Hans Pirkner (máximo goleador en la liga de Austria de 1976 con 28 goles, contados los hechos con el Austria Wien).[4]

## Participación en competiciones europeas
| Temporada | Competición  | Ronda | Club                     | Cómputo global |
| --------- | ------------ | ----- | ------------------------ | -------------- |
| 1931      | Copa Mitropa | 1/4   | Hungária FC MTK Budapest | 5-1, 1-3       |
|           |              | 1/2   | Sparta Praga             | 2-3, 4-3, 2-0  |
|           |              | F     | First Vienna FC          | 2-3, 1-2       |
| 1960      | Copa Mitropa | Grupo | Vojvodina Novi Sad       | 2-2, 0-5       |